# 1984年夏季奥林匹克运动会毛里求斯代表团
1984年夏季奥林匹克运动会毛里求斯代表团是毛里求斯派出的1984年夏季奥林匹克运动会代表团。